# جائزة البرازيل الكبرى 1975
جائزة البرازيل الكبرى 1975 هو سباق فورمولا 1 أقيم بتاريخ 26 يناير 1975 في البرازيل. كان الثاني من أصل 14 في بطولة العالم لسباقات الفورمولا واحد موسم 1975. حلّ البرازيلي كارلوس بيس أولا بينما جاء البرازيلي إيمرسون فيتيبالدي في المركز الثاني.